# Курти (Салерно)
Курти је насеље у Италији у округу Салерно, региону Кампанија.
Према процени из 2011. у насељу је живело 514 становника. Насеље се налази на надморској висини од 415 м.